# Jitkov
Jitkov – wieś i gmina w Czechach, w powiecie Havlíčkův Brod, w kraju Wysoczyna. 1 stycznia 2014 liczyła 234 mieszkańców.